# Onobrychis tournefortii
Onobrychis tournefortii là một loài thực vật có hoa trong họ Đậu. Loài này được (Willd.) Desv. miêu tả khoa học đầu tiên.